# Rio Sopranes
Il Rio Sopranes o rio Finale (in tedesco Sponser Bach) è un breve torrente che si origina da diversi laghi d'alta quota: il lago Verde (2408 m), lago Lungo (2450 m), lago Nero (2814 m), lago del Catino (2512 m), lago di Vizze (2126 m) e lago della Casera (2190 m), tutti raggiungibili da Caines.
Il rio percorre la val Sopranes ed è affluente destro del Passirio poco a monte di Merano a Roththaler.